# Lástima que sea una puta

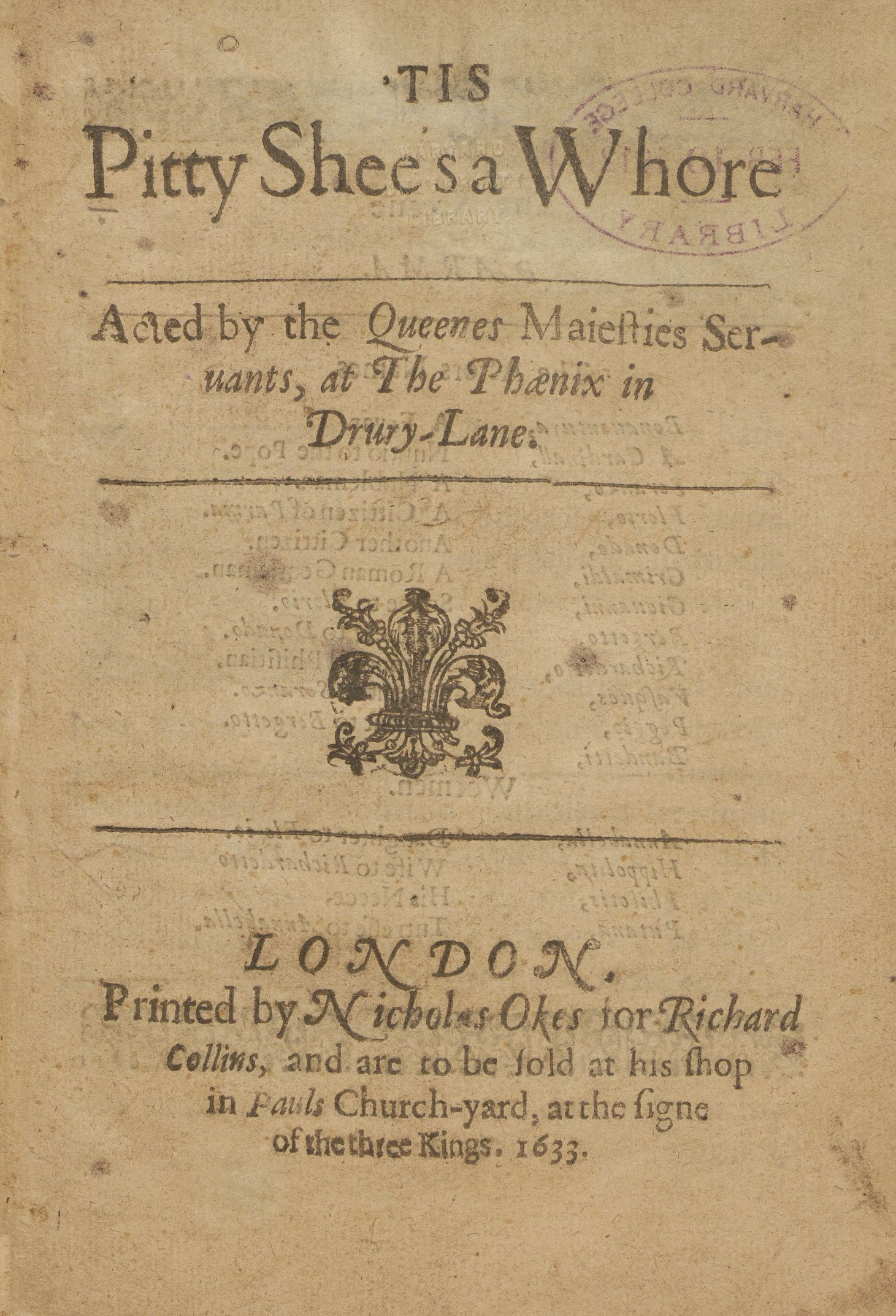
Tis Pitty Shee's a Whore, 1633

Lástima que sea una puta (Tis Pity She's a Whore en su versión original) es una obra de teatro de John Ford, estrenada entre 1629 y 1633 y publicada por primera vez en 1633.

## Argumento
Giovanni, recién regresado a Parma de la universidad de Bolonia, siente una pasión incestuosa por su hermana Annabella. La obra comienza con una discusión de carácter  ético entre Giovanni y el fraile Bonaventura. Bonaventura intenta convencer a Giovanni de que sus deseos son malvados y, finalmente, lo persuade para que trate de liberarse de sus sentimientos a través del arrepentimiento.
Mientras tanto, varios pretendientes se acercan a Annabella, entre ellos Bergetto, Grimaldi y Soranzo. Pero ella no está interesada en ninguno de ellos. Giovanni finalmente le confiesa lo que siente (obviamente sin haber logrado arrepentirse) y finalmente la conquista. La tutora de Annabella, Putana (literalmente, "puta"), fomenta la relación, la cual finalmente es consumada.
Hippolita,  ex amante de Soranzo, lo ataca verbalmente, furiosa con él ya que creía que había enviado a su esposo Richardetto a un viaje peligroso que debía causarle la muerte, con lo cual habrían podido estar estar juntos. Soranzo, sin embargo, no cumple con lo prometido y la abandona. Soranzo se va y su sirviente Vasques promete ayudar a Hippolita a vengarse de él y la pareja acuerda casarse después de asesinarlo.
Richardetto no ha muerto, sino que está en Parma de incógnito con su sobrina Philotis. Richardetto también está desesperado por vengarse de Soranzo y convence a Grimaldi de que para ganar a Annabella, debe apuñalar a Soranzo con una espada envenenada. Desafortunadamente, Bergetto y Philotis, ahora prometidos, planean casarse en secreto en el lugar donde Richardetto sugiere que espere Grimaldi. Grimaldi apuñala y mata a Bergetto por error, dejando a Philotis, Poggio (el sirviente de Bergetto) y Donado (el tío de Bergetto) aterrorizados.
Annabella se resigna a casarse con Soranzo, sabiendo que tiene que casarse con alguien que no sea su hermano. Posteriormente se enferma y se revela que está embarazada. Fray Buenaventura luego la convence de que se case con Soranzo antes de que su embarazo se haga evidente. Donado y Florio (padre de Annabella y Giovanni) van a la casa del cardenal, donde Grimaldi se ha escondido, para pedir justicia. El cardenal se niega a entregarlo debido al alto estatus de Grimaldi y, en lugar de ello, lo envía de regreso a Roma. Florio le dice a Donado que espere a que Dios les haga justicia.
Annabella y Soranzo se casan poco después y su ceremonia incluye bailarines de máscaras, uno de los cuales se revela como Hippolita. Ella dice estar dispuesta a brindar con Soranzo y los dos levantan sus copas y beben, ella revela que su plan era envenenar su vino. Pero Vasques se le adelantó, dice que siempre fue leal a su amo y envenenó a Hippolita. Ella muere soltando insultos y maldiciendo a los recién casados. Al ver los efectos de la ira y la venganza, Richardetto abandona sus planes y envía a Philotis a un convento para salvar su alma.
Cuando Soranzo descubre el embarazo de Annabella, los dos discuten hasta que Annabella se da cuenta de que Soranzo realmente la amaba y se siente consumida por la culpa. Su esposo la confina en su habitación, conspirando con Vasques para vengarse de su esposa infiel y su amante desconocido. Vasques finge hacerse amigo de Putana para obtener el nombre del padre del bebé de Annabella. Una vez que Putana revela que es Giovanni, Vasques hace que los bandidos aten a Putana y le saquen los ojos como castigo por los terribles actos que ella voluntariamente ha supervisado y alentado. En su habitación, Annabella le escribe una carta a su hermano con su propia sangre, advirtiéndole que Soranzo lo sabe y pronto buscará venganza. El fraile entrega la carta, pero Giovanni es demasiado arrogante para creer que puede ser dañado e ignora el consejo de rechazar la invitación a la fiesta de cumpleaños de Soranzo. Posteriormente, el fraile huye de Parma para evitar una mayor participación en la caída de Giovanni.
El día de la fiesta, Giovanni visita a Annabella en su habitación y después de hablar con ella, la apuñala mientras la besa. Luego ingresa a la fiesta, en la que están presentes todos los personajes restantes, empuñando una daga en la que ha ensartado el corazón de su hermana y les cuenta a todos sobre el asunto incestuoso. Florio muere inmediatamente del shock. Soranzo ataca a Giovanni verbalmente y Giovanni lo apuñala y lo mata. Vasques interviene, hiriendo a Giovanni antes de ordenar a los bandidos que terminen el trabajo. Después de la masacre, el cardenal ordena que Putana sea quemada en la hoguera, que Vasques sea desterrado y que la iglesia se apodere de todas las riquezas y propiedades pertenecientes a los muertos. Richardetto finalmente le revela su verdadera identidad a Donado y la obra termina con el dicho cardinal de Annabella "¿Quién no podría decir: 'Es una pena que sea una puta?" ("who could not say, 'Tis pity she's a whore?").

## Personajes
- Hombres:
  - Fray Bonaventura - Un fraile y mentor de Giovanni
  - Un Cardenal – Nuncio del Papa
  - Soranzo - Un noble (pretendiente y eventual esposo de Annabella)
  - Florio - ciudadano de Parma y padre de Annabella y Giovanni
  - Donado - ciudadano de Parma y tío de Bergetto
  - Grimaldi - Un caballero romano (pretendiente de Annabella)
  - Giovanni – Hijo de Florio[4][5]
  - Bergetto - Sobrino de Donado (pretendiente de Annabella y luego prometido / pretendiente de Philotis)
  - Richardetto - esposo de Hippolita, disfrazado de médico, también tío de Philotis
  - Vasques - Siervo leal de Soranzo
  - Poggio - Sirviente de Bergetto
  - Banditti - Bandidos, una mafia criminal
  - Oficiales

- Mujeres
  - Annabella - Hija de Florio
  - Hippolita - Esposa de Richardetto (ex amante de Soranzo)
  - Philotis - Sobrina de Richardetto (se convierte en la prometida de Bergetto)
  - Putana - Tutora de Annabella; su nombre deriva de la palabra italiana para "puta", puttana.[6]

## Recepción
El tratamiento abierto de la obra del tema del incesto la convirtió en una de las más controvertidas de la literatura inglesa. La obra se omitió por completo en una colección de obras de Ford de 1831, su título ha sido cambiado a menudo a otros más inocuos, como Giovanni y Annabella o  'Tis Pity o The Brother and Sister. De hecho, hasta bien entrado el siglo XX, los críticos solían ser severos en su condena de la obra, cuyo tema los ofendió, al igual que el hecho de que Ford no condenara a su protagonista. El crítico Mark Stavig escribió: "En lugar de enfatizar la villanía, Ford retrata a Giovanni como un hombre talentoso, virtuoso y noble que es superado por una pasión tumultuosa e inevitable que provoca su destrucción". Adolphus Ward dijo: " 'Tis Pity She's a Whore ha sido justamente reconocida como una tragedia de extraordinario poder". Desde mediados del siglo XX, los académicos y críticos generalmente han mostrado una mayor apreciación de las complejidades y ambigüedades del trabajo, aunque el tratamiento del tema principal sigue siendo "inquietante", en palabras de Michael Billington, al revisar una puesta en escena de 2014 para The Guardian, ya que Ford se niega "a tolerar o condenar el incesto: simplemente lo presenta como una fuerza imparable".

## Representaciones

### Español
- Teatro Martín, Madrid, enero de 1979. Dirección: Vicente Sainz de la Peña, Escenografía: Josep María Espada. Intérpretes: Mari Paz Ballesteros (Annabella), Miguel Palenzuela (Vázquez), Margot Cottens (Romana), José María Guillén (Giovanni), Jesús Enguita (Fray Buenaventura), Enrique Ciurana (Soranzo), María Amparo Soto (Hipólita), Jesús Berenguer (Florio), Ángel de Andrés (Bergetto).[12][13][14]

### Inglés
- La obra se revivió a principios de la era de la Restauración, Samuel Pepys vio una actuación de 1661 en el Salisbury Court Theatre. En 1894, la obra fue traducida al francés por Maurice Maeterlinck y producida bajo el título Annabella en el Théâtre de l'Œuvre.[15]
- La obra no se volvió a ver en Gran Bretaña hasta 1923, en una producción de la Phoenix Society en el Shaftesbury Theatre original, y luego fue representada por el Arts Theatre Club (1934) y en dos producciones de Donald Wolfit en 1940 (Cambridge) y 1941 ( Teatro The Strand ).[16]
- En 1980, Declan Donnellan dirigió la obra para New Theatre Company[17] en Theatre Space y Half Moon Theatre.[18] Los papeles principales interpretados por Malcolm Jamieson y Angelique Rockas recibieron elogios por sus actuaciones.[19][20]
- En 2011, Jonathan Munby dirigió una producción "al estilo de Tarantino " [11] de la obra ambientada en la Italia de la década de 1960, representada en el West Yorkshire Playhouse en Leeds del 7 al 28 de mayo. Con una imagen de Cristo y la Virgen María, el cartel publicitario de la obra causó controversia[21] incluso antes de que se estrenara, y fue reemplazado después de una carta de queja del obispo católico romano de Leeds.[22] En los papeles principales, Damien Molony como Giovanni y Sarah Vickers como Annabella recibieron elogios por sus actuaciones.[23][11]
- Entre 2011 y 2014, la compañía de teatro Cheek by Jowl puso en escena la obra, dirigida por Declan Donnellan y diseñada por Nick Ormerod.[24] La producción realizó una gira por la Brooklyn Academy of Music de Nueva York y el Barbican Center de Londres, entre otros.[24] La producción fue revivida con diferentes elencos en 2012 y 2014. En 2011-2012, Lydia Wilson interpretó a Annabella, y el papel fue interpretado por Gina Bramhill en 2012-2013 y Eve Ponsonby en 2014.[24]
- Michael Longhurst dirigió una producción de la obra en 2014 en el Sam Wanamaker Playhouse, parte del Globe Theatre, haciendo uso de trajes de época e instrumentos musicales de la la época jacobina,[25] así como a la luz de las velas.[11]

## Adaptaciones
- Dommage qu'elle soit une p... (1961), adaptación francesa para la TV del director Luchino Visconti, interpretada por Romy Schneider (Annabella) y Alain Delon (Giovanni).[26]
- My Sister, My Love (Syskonbädd 1782) (1966), adaptación cinematográfica del director Vilgot Sjöman, protagonizada por Bibi Andersson y Per Oscarsson.[27]
- Adiós, hermano cruel (Addio, fratello crudele) (1971), adaptación cinematográfica del director Giuseppe Patroni Griffi, protagonizada por Charlotte Rampling y Fabio Testi.[28]
- Filmado para BBC Two por el director Roland Joffé bajo su título original y transmitido el 7 de mayo de 1980,[29] La producción fue protagonizada por Kenneth Cranham (como Giovanni), Cherie Lunghi (como Annabella) y John Coles Jeremy Child, como el sacerdote. Utilizó un texto inédito y transfirió el escenario a la Inglaterra del siglo XVIII.
- Una adaptación de BBC Radio 3 con Jessie Buckley como Annabella y Damien Molony como Giovanni fue adaptada y dirigida por Pauline Harris y transmitida por primera vez el 7 de enero de 2018.[30]
- Schade, dass sie eine Hure war, es una ópera en cinco actos de Anno Schreier (música) con libreto de Kerstin Maria, que fue estrenada el 16 de febrero de 2019 en la Opernhaus Düsseldorf[31]